# Puggaard
Puggaard ist ein skandinavischer Familienname.

## Namensträger
- Berit Puggaard (* 1972), dänische Schwimmerin
- Bjørn Puggaard-Müller (1922–1989), dänischer Schauspieler